# 鉱毒

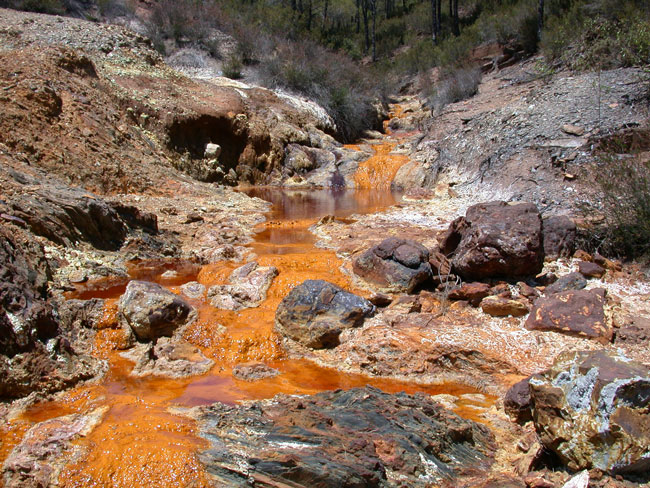
リオティント川の酸性鉱山排水

鉱毒（こうどく）とは、鉱山から排出される物質（排水や煤煙など）であって人体に有害な影響をあたえる物質。鉱害の原因物質の概念のひとつ。
鉱毒は主にヒ素、硫酸、水銀などの化学物質で構成され、周辺の土壌や地表水、地下水に有害な影響を及ぼす。適切な予防措置を怠ると、広範囲にわたる汚染を引き起こし、生態系や地域生活に深刻な影響をもたらす。

## 原因物質

### 酸性鉱山廃水(AMD)
地下での採掘は水位より下で進行することが多いため、浸水を防ぐためには常に坑道から水を汲み上げなければならない。鉱山が閉山されると、水の汲み上げが止まり、鉱山が浸水する。ほとんどの酸性岩由来の排水はこの水がきっかけになることが多い。

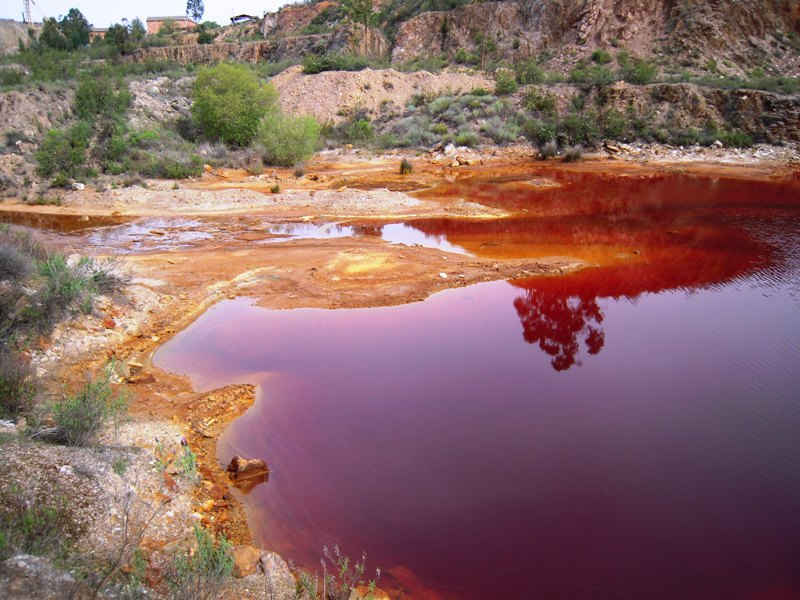
ポルトガルの酸性鉱山の排水

酸性の岩石による排水は、岩石の風化過程の一部として自然に発生することもあるが、通常、採掘やその他の大規模な建設活動特有の大規模な地盤のかく乱によって、硫化物鉱物を豊富に含む岩石で悪化する。地盤が乱された地域（建設現場、関連施設、輸送路など）では、酸性岩由来の排水が発生することがある。多くの地域では、石炭の貯蔵所、取扱施設、洗浄場、廃棄所から排水される液体が強酸性になることがあり、そのような場合には酸性鉱山排水（AMD）として扱われる。また、大規模な海面上昇が起きると、沿岸・河口条件で形成された酸性の硫酸塩を含む土壌が撹乱され、同様の化学反応やプロセスが発生し、環境問題となることがある。
鉱山排水を監視・制御するために、分水、ため池への封じ込め、地下水の汲み上げ、 地下への排水、地下での障壁の建設が有効である。AMDの場合、汚染水は一般的に汚染物質を中和する処理施設に汲み上げられる。

### 重金属
流出水や地下水による金属や重金属の溶解・流出も、ブリティッシュ・コロンビア州バンクーバー近郊の旧銅鉱山ブリタニア鉱山など、鉱山の環境問題の一例である。オクラホマ州ピチャーの廃鉱地で、現在はアメリカ合衆国環境保護庁のスーパーファンド法の保護対象となっているタール・クリークも重金属汚染が問題視されており、鉛やカドミウムなどの重金属が溶存した鉱山の排水によって地下水が汚染された。キプロスの廃銅鉱山スクーリオティッサでは、長期に保管された鉱滓や粉塵が風で飛ばされたことが汚染の原因となった。地球温暖化や採掘活動の増加などによる環境変化で、河川堆積物中の重金属の含有量を増加する可能性が指摘されている。

## 生態系への影響

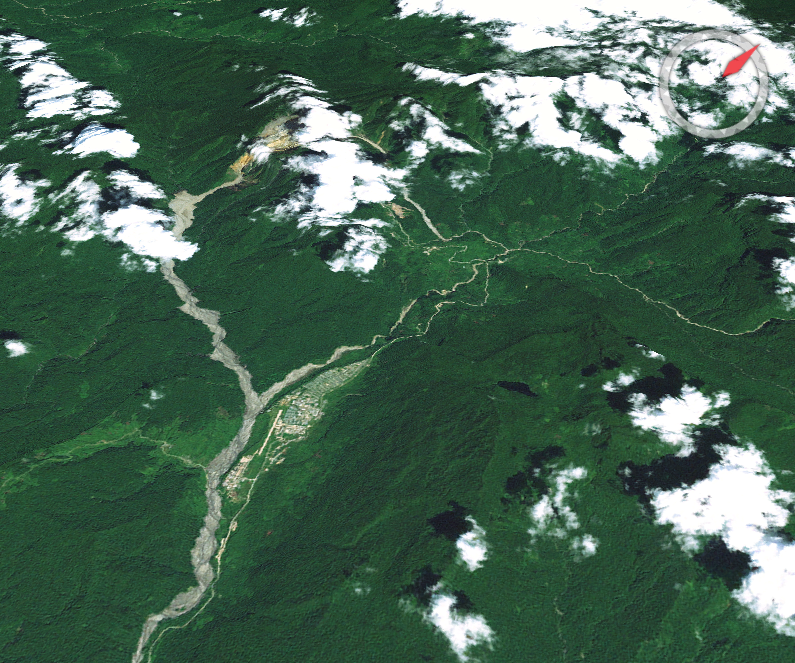
鉱山の尾鉱で汚染されたオキ・テディ川

鉱山を埋設することで生物の生息地を大きく変え、開発区域を越えて大規模に発生し、鉱山廃棄物の残留物による環境汚染などが起きる。鉱山の閉山後も、悪影響は長期間にわたって観察される可能性がある。生息地の破壊が生物多様性の損失の主な要因であるが、鉱山から抽出された物質による直接的な被毒や、食物や水を介した間接的な被毒は、動物や植物、微生物にも影響を与える。pHや温度の変化などの生息地の環境変化は、周辺地域の生物群集を撹乱する。特に固有種は、非常に特殊な環境条件を必要とするため、影響を受けやすく、生息地の破壊やわずかな環境変化によって絶滅の危険にさらされやすい。
重金属の濃度は鉱山からの距離とともに減少することが知られており、生物多様性への影響も同じ傾向がある。影響は、汚染物質の移動性とバイオアベイラビリティによって大きく変化する可能性がある。例えば、堆積物中の金属イオンの溶解は、それらのバイオアベイラビリティを変更し、水生生物に対する毒性を変えることがある。
生物濃縮は汚染された生息地で深刻なものになる。生物多様性に対する鉱業の影響は、暴露された生物を直接殺すほどの濃度ではなくても、この現象により、食物連鎖の上位にいる種にとってはより大きなものになる
 。
採掘による生物多様性への悪影響は、汚染物質の性質、環境中に存在する濃度、生態系そのものの性質に大きく左右される。人為的な撹乱に対して非常に抵抗力のある種もあれば、汚染された地域から完全に消滅する種もある。長期間を経ても生息地が汚染から完全に回復することは難しい。

### 河川・海洋
鉱業はさまざまな方法で水生生物の多様性に影響を与える可能性がある。汚染物質が堆積物中で移動している場合や水中で生物学的に作用する場合は、より高いリスクとなる。鉱山排水は水のpHを変化させる可能性があり、生物への直接的な影響とpH変化による影響を区別することは困難である。にもかかわらず、pHの変化によって水生生物への影響が引き起こされることが証明されている。汚染物質は物理的な影響を介しても水生生物にも影響を与える可能性がある金属酸化物の堆積は、藻類またはその基質を覆うことで個体数を減少させ、その群生を妨害する。

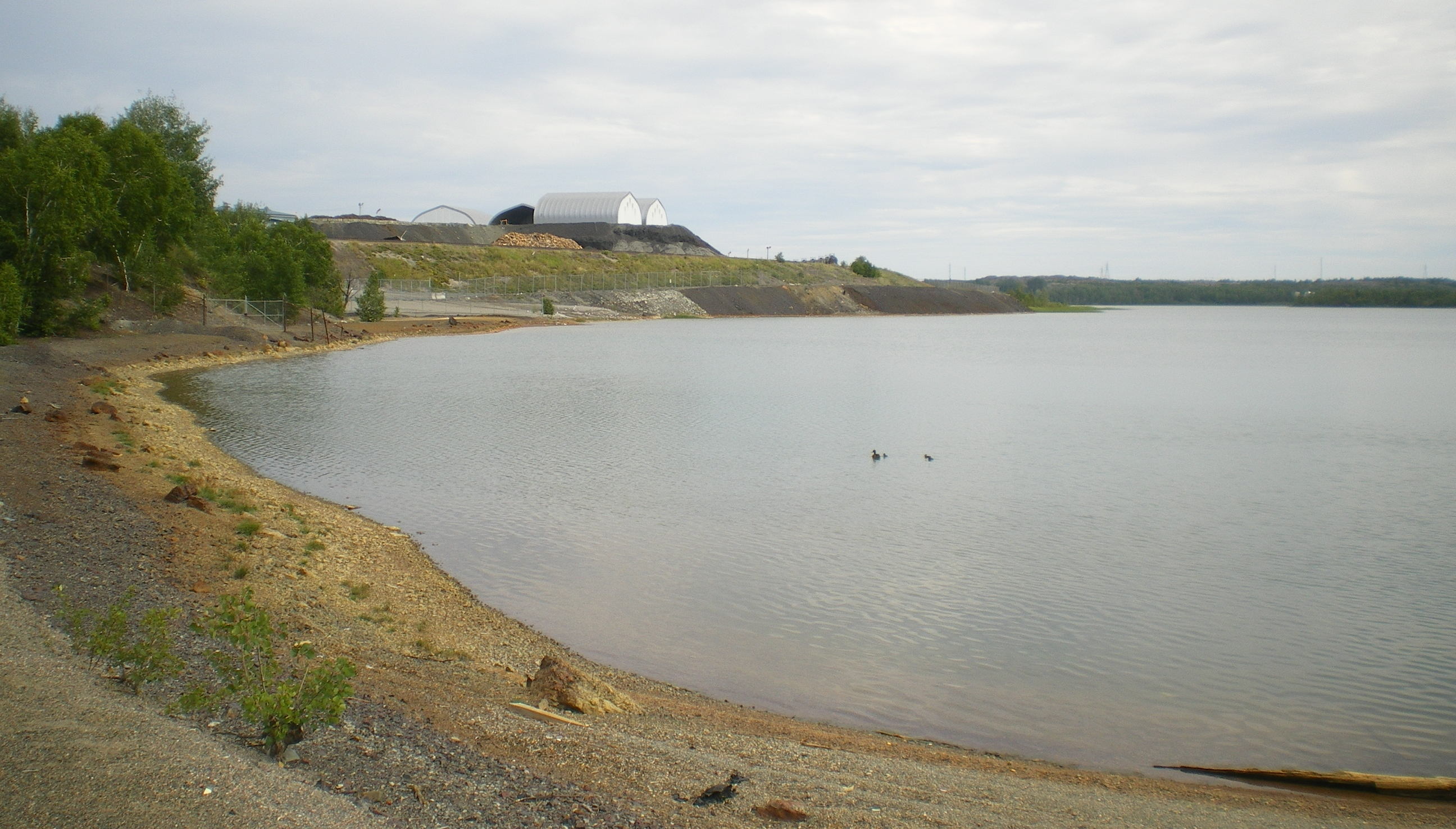
汚染されたカナダのオジスコ湖

酸性鉱山排水地の生物群集に影響を与える要因は、季節でも変化する。温度、降雨量、pH、塩分濃度、金属量はすべて長期的に変化し、生物集団に大きな影響を与える可能性がある。pHや温度の変化は金属の溶解度に影響を与え、それによって生物に直接影響を与える生物利用可能量に影響を与える可能性がある。さらに、その影響は長期間に持続する。例えば90年前に閉山した黄鉄鉱鉱山では、水のpHはまだ非常に低く、微生物の個体群は主に酸球菌で構成されていたことが確かめられた。

#### プランクトン
亜鉛濃度の高い酸性水では藻類群集の多様性が低下し、鉱毒による負荷が藻類の一次生産量を減少させる。珪藻類の群集は、あらゆる化学的変化やpHの植物プランクトン群集によって大きく変化し、金属濃度が高いとプランクトン種の多様性が低下する。珪藻類の中には、金属濃度の高い堆積物中に生育する種もある。また、表層に近い堆積物では、シストが腐食や重被覆に悩まされる。非常に汚染された条件では、藻類の総バイオマスが非常に少なく、浮遊性珪藻類群集が欠落しているが、機能的に補完されている場合は、植物プランクトンや動物プランクトンの質量が安定している可能性がある。

#### 水生生物
鉱山周辺の水生昆虫や甲殻類は鉱毒によって 、栄養学的な完全性が低下したり、捕食者によって個体数が減少するといった影響を受ける。しかし、影響を受けやすい種が耐性のある種に置き換えられれば、脊椎動物の生物多様性は高い状態を維持することができる。 地域の多様性が減少した場合でも、河川の汚染が個体数に影響を及ぼさないこともある。これは汚染された場所で、同じ機能を果たす耐性のある種が、影響を受けやすい種の代わりを務めることを示唆している。魚類もまた、pHや温度変化、化学物質濃度に影響されることがある。

### 陸上

#### 植物
鉱毒で汚染された場所では、表土の土質や水分量が大きく変化する可能性があり、その地域の植生の変化につながる。ほとんどの植物は土壌中の低濃度の金属に対する耐性を持っているが、その感受性は種によって異なる。地被類の多様性と総被覆率は、高濃度の汚染物質の影響を受けにくく、広葉草本や低木よりも影響を受けにくい。より抵抗力のある種は、これらのレベルを生き延びることができ、土壌中の金属に耐えることができる。また、生態学的な主導権を獲得するために外来種が鉱山の周辺の土地に移動することもある。
例えば、ヒ素の土壌含有量は蘚苔類の多様性を減少させ、化学的汚染による土壌の酸性化もまた、種の数の減少につながる。汚染物質は微生物を改変したり、撹乱したりして、栄養の利用可能性を変え、その地域の植生の損失を引き起こす。一部の樹木の根は、汚染地域を避けるため、より深い土壌層から遠ざかろうと深い土壌層内での定着力を欠いた結果、樹木高や地上部分の重量が増加し、風によって根こそぎされる可能性がある。この理由で、汚染地域ではそうでない地域に比べ根の探索が減少する。植物種の多様性は、汚染されていない地域に比べて、回復した生息地でも低いままであると考えられる。
作物も、鉱山の近くで影響を受ける可能性がある。ほとんどの作物は軽度に汚染された場所でも生育できるが、収量は通常の栽培条件よりも低くなる。また、植物は地上部分の器官に重金属を蓄積する傾向があり、果物や野菜を介して人間が重金属を摂取することがある。このように汚染された作物の消費は、長期的な金属曝露による健康問題につながる可能性がある。例えば、汚染された場所で栽培されたタバコから作られたたばこも、タバコの葉にカドミウムと亜鉛が蓄積される傾向があるため、人間に悪影響を及ぼす可能性がある。

#### 動物
動物は鉱毒で中毒を起こすことがある。馬やヤギ、羊は牧草の中の銅と鉛にさらされている 。 銅鉱山の周辺では、銅濃度の高い土壌にはアリの種類が少ない。もしアリの数が少なければ、周辺の景観に住む他の生物も銅濃度の高さの影響を強く受けている可能性が高い。アリは土壌の中で直接生活しているため、その地域が生息地であるかどうかの判断力に優れており、環境の乱れに敏感であるためである。

#### 微生物
微生物は、その大きさゆえに、pHの変化や温度変化、化学物質の濃度などの環境変化に非常に敏感である。例えば、土壌中のヒ素やアンチモンの存在は、土壌中の総バクテリアの減少につながっている。水域の感受性と同様に、土壌のpHのわずかな変化は、pHに敏感な生物への直接的な影響に加えて、汚染物質の再固定化を引き起こす可能性がある。
微生物は全個体群の中で多種多様な遺伝子を持っているため、影響が極端にならない限り、一部のコロニーが持っている耐性遺伝子によって種の存続の可能性が高くなる。とはいえ、このような条件では、遺伝子の多様性が大きく失われ、結果として、その後の変化への適応の可能性が低下することになる。重金属汚染地域の土壌では、土壌微生物相や微生物叢の活動が低下しており、個体数の減少や活動の低下の要因となっている。
アーバスキュラー菌根は、化学物質の存在に特に敏感であり、植物の根が定着しないできないほどに土壌を攪乱することがある。しかし、一部の菌類は、汚染物質の生物分散性を変化させることで、汚染物質の蓄積能力や土壌浄化能力を有しており、化学物質による潜在的な被害から植物を保護することができる。このことから微生物の利用によって、鉱山廃棄物汚染による生物多様性の損失を防ぐことができる。具体的にはバイオレメディエーション、すなわち汚染された土壌から望ましくない化学物質を除去できる技術を利用することが提案されている。逆に、微生物の中には環境を悪化させるものもあり、水中の硫酸イオン濃度の上昇に伴い、多くの水生植物や生物にとって有毒である硫化水素を発生させる微生物を増加させることが示唆されている。

## 人体への影響
人間もまた、鉱毒の影響を受けており、それはしばしば深刻な健康問題となって現れることがある。その種類は数多く存在し、製錬作業中では、浮遊粒子状物質、硫黄酸化物、ヒ素粒子、カドミウムなどの大気汚染物質が大量に排出され、通常粒子状物質として大気中に放出される。さらに、人間に影響を与える鉱業の大きな要素として、水に含まれる汚染物質による水質悪化である。世界の約30％が再生可能な淡水を利用しているが、これは、様々な濃度の化学物質を含む廃棄物を大量に発生させて淡水に沈着させる産業によって利用されている。水中の活性化学物質の懸念は、水中や魚類に蓄積する可能性があるため、人の健康に大きなリスクをもたらす可能性がある。中国の廃坑である大宝山鉱山の調査では、鉱山が長年稼働していなかったにもかかわらず、水や土壌に蓄積した金属が近隣の村々に大きな影響を与えていた。この事例では廃棄物の適切な管理がなされていなかったため、この鉱山周辺地域では56％の死亡率を記録し、多くの人が食道がんや肝臓がんと診断されている。その結果、現在に至るまで、この鉱山は農作物を通じた健康への悪影響を及ぼしており、周辺地域の有害物質の除去が必要であることが明らかになった。

## 有名な鉱毒被害
- 足尾鉱毒事件
- イタイイタイ病
- 土呂久砒素公害